# Tyras Vallis
Tyras Vallis é um antigo vale fluvial no quadrângulo de Lunae Palus em Marte.  Ele se localiza a  8.4 N° e 50.2° W. Seu nome vem de um nome clássico para o atual rio Dniester (na Ucrânia).